# Gila Goldstein
Gila Goldstein (en hebreo: גילה גולדשטיין‎; 18 de diciembre de 1947 – 5 de febrero de 2017) fue una trabajadora sexual, actriz, cantante y activista por los derechos de las personas transgénero israelí. Fue una de las primeras activistas de Aguda, la organización LGBT más grande y antigua de Israel. Se la considera la segunda mujer abiertamente transgénero de Israel (después de Rina Natan) y es uno de los íconos más destacados del movimiento LGBTQIA+ en Israel. 

## Biografía
Gila Goldstein nació en Turín y se le asignó el sexo masculino al nacer. Después de emigrar a Israel, vivió en Haifa. Goldstein se dio cuenta de que era transgénero en 1960 y cambió su nombre a Gila. Tuvo relaciones sexuales de supervivencia en Haifa antes de someterse a una cirugía de afirmación de género en Bélgica en 1965, la primera cirugía de afirmación de género documentada oficialmente para una israelí. A principios de la década de 1970, Goldstein vivió en Europa y trabajó como bailarina y artista de striptease. Cuando regresó a Israel, actuó en clubes nocturnos y bares, incluido el Bar 51. Sirvió como prototipo de uno de los personajes de la película Bar 51 dirigida por Amos Guttman.
Goldstein grabó varias canciones y las interpretó en Allenby 58 en la década de 1990. En 1998, junto con Nino Orsiano tuvo un programa musical en la radio local.
Recibió el premio de la comunidad LGBT israelí en 2003 y el premio del Festival de Cine LGBT de Miami a la mejor actriz de reparto por su papel en Good Boys en 2005. En 2010 se realizó un documental sobre su vida. Una organización que brinda asistencia a personas transgénero recibió su nombre en 2011. En 2015, en reconocimiento a su servicio a la comunidad, tuvo el honor de encabezar el desfile del orgullo de Tel Aviv.

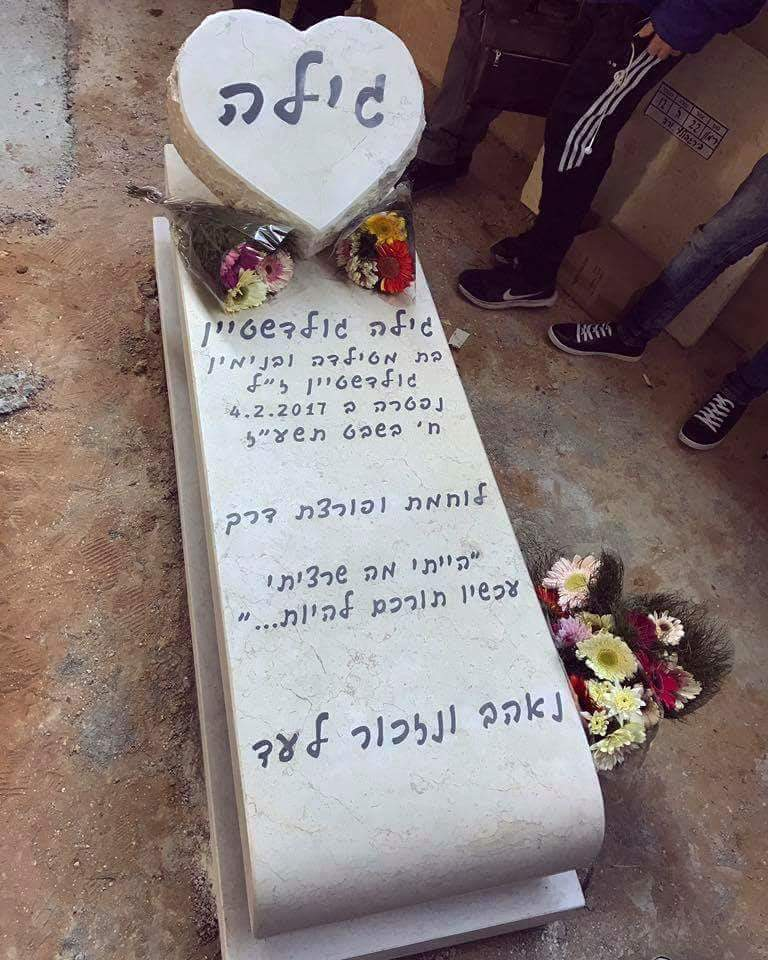
Tumba de Gila Goldstein

Gila Goldstein murió de un derrame cerebral el 5 de febrero de 2017. Su muerte fue anunciada, en algunos lugares, como la muerte de un "varón" llamado "Ilan Ronen", que era el nombre que figuraba en el documento de identidad de Goldstein. Los amigos dijeron que Goldstein inventó el nombre por razones burocráticas. En respuesta, el sobrino nieto de Goldstein dijo que ningún registro gubernamental podría cambiar el hecho de que Goldstein siempre fue una mujer, y la familia prometió que su tumba mostraría el nombre "Gila Goldstein". Al funeral asistieron actores, políticos y representantes de la comunidad LGBT.

## Filmografía
- 2003 "Kulan" Hebrea.
- 2005 "Good boys". Grace, madre de Manny.
- 2008 "Fucking Different Tel Aviv"
- 2010 "That's Gila, That's Me". Documental.[8]
- 2010 "Hasamba, the third generation". Serie de TV